# Randy Smith
Randolph "Randy" Smith (Bellport, Nueva York, 12 de diciembre de 1948 - Norwich, Connecticut, 4 de junio de 2009) fue un jugador de baloncesto estadounidense que jugó durante 12 temporadas en la NBA. Con 1,91 metros de estatura, jugaba en la posición de escolta.

## Trayectoria deportiva

### Universidad
Smith fue un completo atleta que compitió con los Bengals del Buffalo State College, donde fue nombrado All-American no solo en baloncesto, sino también en fútbol y en atletismo, donde tenía una marca en el instituto de 1,99 en salto de altura. Pero se decantó por el baloncesto, llevando a su equipo a tres títulos consecutivos de conferencia y en una ocasión a la Final Four de la División III de la NCAA. Consiguió 1.712 puntos en 4 temporadas, promediando en las tres últimas 18,4, 25,6 y 23,5 puntos por partido.

### Profesional
Fue declarado elegible en el Draft de la NBA de 1970, pero no fue elegido hasta la decimocuarta ronda, en el puesto 202 por Detroit Pistons (algo impensable hoy en día, cuando en el draft solamente se eligen 60 jugadores en 2 rondas), por lo que decidió permanecer un año más en la universidad. Al año siguiente no corrió mucha mejor suerte, ya que fue elegido en el puesto 104, en la séptima ronda, por los Buffalo Braves. A pesar de ello, sorprendió a los técnicos en los campus de verano, y finalmente obtuvo un puesto en el equipo final.
Jugó durante 7 temporadas con los Braves, siendo la más exitosa la de 1975-76, cuando jugando al lado del máximo anotador de la liga ese año, Bob McAdoo, consiguió promediar 21,8 puntos por partido, siendo incluido en el segundo mejor quinteto de la liga. Pero su momento de mayor gloria llegó en el All-Star Game de 1978, donde, tras anotar 27 puntos saliendo desde el banquillo, fue nombrado MVP del All Star Game.
En la temporada 1978-79 ficha por San Diego Clippers, donde mantiene unos excepcionales promedios de 20,5 puntos y 4,8 asistencias por partido. Al año siguiente recala en los Cleveland Cavaliers, donde todavía mantuvo sus buenos porcentajes durante las dos temporadas que permaneció allí, iniciando su declive a partir de 1981, jugando sus dos últimas campañas como profesional en tres equipos diferentes: New York Knicks, de nuevo los Clippers para acabar en Atlanta Hawks.
En sus 12 temporadas como profesional promedió 16,7 puntos, 4,6 asistencias y 3,7 rebotes por partido.

## Estadísticas de su carrera en la NBA

### Temporada regular
| Temporada | Edad | Equipo              | Liga | P   | TIT | MIN  | TC  | TCA  | %TC  | 3P  | 3PA | %3P  | TL  | TLA | %TL  | R.OF. | R.DEF. | REB | ASIS | ROB | TAP | PER | FP  | PTS  |
| 1971-72   | 23   | Buffalo Braves      | NBA  | 76  |     | 27.6 | 5.7 | 11.8 | .482 |     |     |      | 2.1 | 3.3 | .622 |       |        | 4.8 | 2.5  |     |     |     | 2.7 | 13.4 |
| 1972-73   | 24   | Buffalo Braves      | NBA  | 82  |     | 31.7 | 6.2 | 14.1 | .443 |     |     |      | 2.3 | 3.2 | .727 |       |        | 4.8 | 5.1  |     |     |     | 3.0 | 14.8 |
| 1973-74   | 25   | Buffalo Braves      | NBA  | 82  |     | 33.5 | 6.5 | 13.2 | .492 |     |     |      | 2.5 | 3.5 | .712 | 1.1   | 2.8    | 3.8 | 4.7  | 2.5 | 0.0 |     | 3.2 | 15.5 |
| 1974-75   | 26   | Buffalo Braves      | NBA  | 82  |     | 36.6 | 7.4 | 15.4 | .484 |     |     |      | 2.9 | 3.6 | .800 | 1.2   | 3.0    | 4.2 | 6.5  | 1.7 | 0.0 |     | 3.0 | 17.8 |
| 1975-76   | 27   | Buffalo Braves      | NBA  | 82  |     | 38.6 | 8.6 | 17.3 | .494 |     |     |      | 4.7 | 5.7 | .817 | 1.3   | 3.8    | 5.1 | 5.9  | 1.9 | 0.0 |     | 3.3 | 21.8 |
| 1976-77   | 28   | Buffalo Braves      | NBA  | 82  |     | 37.7 | 8.6 | 18.3 | .467 |     |     |      | 3.6 | 4.7 | .762 | 1.6   | 3.9    | 5.6 | 5.4  | 2.1 | 0.1 |     | 3.2 | 20.7 |
| 1977-78   | 29   | Buffalo Braves      | NBA  | 82  |     | 40.4 | 9.6 | 20.7 | .465 |     |     |      | 5.4 | 6.8 | .800 | 1.3   | 2.4    | 3.8 | 5.6  | 2.1 | 0.1 | 3.5 | 2.7 | 24.6 |
| 1978-79   | 30   | San Diego Clippers  | NBA  | 82  |     | 37.9 | 8.5 | 18.6 | .455 |     |     |      | 3.6 | 4.4 | .813 | 1.2   | 2.4    | 3.6 | 4.8  | 2.2 | 0.1 | 3.1 | 2.2 | 20.5 |
| 1979-80   | 31   | Cleveland Cavaliers | NBA  | 82  |     | 32.6 | 7.3 | 16.2 | .452 | 0.1 | 0.6 | .189 | 2.8 | 3.5 | .823 | 1.1   | 2.0    | 3.1 | 4.4  | 1.5 | 0.1 | 2.4 | 2.3 | 17.6 |
| 1980-81   | 32   | Cleveland Cavaliers | NBA  | 82  |     | 26.8 | 5.9 | 12.7 | .466 | 0.0 | 0.3 | .036 | 2.7 | 3.3 | .815 | 0.6   | 1.8    | 2.4 | 4.4  | 1.4 | 0.2 | 2.4 | 1.6 | 14.6 |
| 1981-82   | 33   | New York Knicks     | NBA  | 82  | 40  | 24.8 | 4.2 | 9.1  | .465 | 0.0 | 0.1 | .273 | 1.5 | 1.8 | .808 | 0.6   | 1.2    | 1.9 | 3.1  | 1.1 | 0.0 | 1.5 | 2.4 | 10.0 |
| 1982-83   | 34   | TOTAL               | NBA  | 80  | 16  | 17.6 | 3.4 | 7.1  | .483 | 0.0 | 0.2 | .167 | 1.4 | 1.6 | .870 | 0.5   | 0.7    | 1.2 | 2.6  | 0.7 | 0.0 | 1.2 | 1.7 | 8.3  |
| 1982-83   | 34   | San Diego Clippers  | NBA  | 65  | 16  | 19.4 | 3.8 | 7.7  | .489 | 0.0 | 0.2 | .188 | 1.6 | 1.8 | .863 | 0.5   | 0.8    | 1.4 | 3.0  | 0.8 | 0.0 | 1.4 | 1.9 | 9.1  |
| 1982-83   | 34   | Atlanta Hawks       | NBA  | 15  | 0   | 9.5  | 1.9 | 4.4  | .439 | 0.0 | 0.1 | .000 | 0.9 | 0.9 | .929 | 0.1   | 0.4    | 0.5 | 0.9  | 0.1 | 0.0 | 0.6 | 1.1 | 4.7  |
| Total     |      |                     | NBA  | 976 | 56  | 32.2 | 6.8 | 14.6 | .470 | 0.1 | 0.3 | .155 | 3.0 | 3.8 | .781 | 1.1   | 2.4    | 3.7 | 4.6  | 1.7 | 0.1 | 2.4 | 2.6 | 16.7 |

### Playoffs
| Temporada | Edad | Equipo         | Liga | P  | TIT | MIN  | TC  | TCA  | %TC  | 3P  | 3PA | %3P | TL  | TLA | %TL   | R.OF. | R.DEF. | REB | ASIS | ROB | TAP | PER | FP  | PTS  |
| 1973-74   | 25   | Buffalo Braves | NBA  | 6  |     | 37.8 | 6.0 | 15.0 | .400 |     |     |     | 2.2 | 3.3 | .650  | 0.8   | 3.5    | 4.3 | 4.5  | 1.7 | 0.2 |     | 3.5 | 14.2 |
| 1974-75   | 26   | Buffalo Braves | NBA  | 7  |     | 40.9 | 7.1 | 15.0 | .476 |     |     |     | 3.7 | 4.3 | .867  | 1.1   | 3.1    | 4.3 | 7.0  | 2.6 | 0.1 |     | 3.3 | 18.0 |
| 1975-76   | 27   | Buffalo Braves | NBA  | 9  |     | 42.9 | 9.0 | 17.9 | .503 |     |     |     | 4.6 | 5.4 | .837  | 0.6   | 5.2    | 5.8 | 8.6  | 1.6 | 0.0 |     | 3.9 | 22.6 |
| 1982-83   | 34   | Atlanta Hawks  | NBA  | 2  |     | 7.5  | 0.5 | 2.5  | .200 | 0.0 | 0.0 |     | 2.0 | 2.0 | 1.000 | 0.0   | 0.5    | 0.5 | 2.0  | 0.5 | 0.0 | 0.0 | 0.5 | 3.0  |
| Total     |      |                | NBA  | 24 |     | 38.1 | 7.0 | 15.0 | .465 | 0.0 | 0.0 |     | 3.5 | 4.3 | .816  | 0.8   | 3.8    | 4.5 | 6.5  | 1.8 | 0.1 | 0.0 | 3.3 | 17.5 |

## Logros personales
- Entre 1972 y 1982 consiguió el récord de 906 partidos jugados consecutivamente, roto años más tarde por A.C. Green.

## Fallecimiento
Randy Smith falleció el 4 de junio de 2009, a la edad de 60 años, a causa de un ataque al corazón tras haber estado realizando deporte.